# Jerome Lanier
Jerome Lanier (Greenwich, Londres, Anglaterra, 1589 - East Greenwich, Kent, Anglaterra, 1 de desembre de 1659), va ser un músic anglès, intèrpret del sacabutx, fill de Nicholas (I) Lanier el Vell, per tant, oncle de Nicholas (II) Lanier, l'artista-músic.
Jerome Lanier va ser nomenat músic en 1599 a la cort d'Isabel I com a músic en Ordinari sobre instruments de vent, de fusta i sacabutx substituint a Anthony Bassano, càrrec que va ocupar fins a 1643.
Va viure a Greenwich, i va estar casat dues vegades: la primera esposa fou Phrisdewith Grafton, filla de William Grafton, que va morir el 1625; Els seus fills van incloure a William Lanier (nascut el 1618, músic). Elizabeth Willeford en 1627.
Jerome Lanier va comprar diversos quadres adquirits per al rei (Carles I) pel seu nebot, Nicholas (II) Lanier, per salvar-los -Clement Lanier també va comprar diversos; John Evelyn, en el seu Diari, va notar que a "Old Jerome Laniere's, de Greenwich, va adquirir alguns retrats que segurament havien estat les del Rei".
Jerome Lanier va morir el 1659, esmentant en la seva voluntat la seva "petita finca", la major part de la qual s'havia perdut en la Guerra Civil. Evelyn, en les seves "Memòries", ho va assenyalar a la llar d'Isabel I, com un home "expert en pintar i tallar".
Clement i Hannah Lanier són els progenitors de la línia nord-americana de Laniers i Barbados. Tots els baptismes i enterraments coneguts dels seus fills van tenir lloc a l'església de St. Alphage, a Greenwich, al comtat de Kent, i apareixen al registre d'aquesta parròquia. (Un baptisme desaparegut en un registre parroquial no implica el bateig en un altre lloc, sinó que sol ser un descuit del secretari parroquial de registrar l'esdeveniment):
- 1. Hannah Lanier (bategada 13 de febrer de 1629/30); m. Thomas Swetnam 1665; Acreditada pel seu pare per criar els germans després de la mort de la seva mare
- 2. John Lanier (any de naixement desconegut); falta al registre parroquial; d. al voltant de 1683 a Prince George Co., VA, m. bef 1656 Lucreece a Anglaterra, dos fills
- 3. Susanna Lanier (bat. 16 de juny de 1633); Va morir jove
- 4. Nicholas Lanier (bat. 26 de març de 1635)
- 5. Susanna Lanier II (any de naixement desconegut); Desapareguts en el registre parroquial, però menors de 21 anys el 1658 així que el 1637
- 6. Lucretia Lanier (bat. 17 de gener de 1638/9); d. bef 1658
- 7. Charles Lanier (any de naixement desconegut); baptisme que falta en el registre parroquial; Enterrat el 26 de gener de 1656/7
- 8. Robert Lanier (bat. 22 de maig de 1642); d. Barbados o Virgínia; M. Rebecca, dos fills coneguts
- 9. Lionel Lanier (bat. 17 de febrer de 1643/4); va morir mentre servia un aprenentatge; Enterrat el 19 de setembre de 1665 a St Benet Paul's Wharf, Londres
- 10. Frances Lanier (bat. 3 d'abril de 1646)
- 11. William Lanier (bat. 14 d'octubre de 1647)
- 12. Elizabeth Lanier (any de naixement desconegut); Falta al registre parroquial[1]

NOTA: Dels fills anteriors, Robert, Lionel, William, Hannah, Elizabeth, Susanne i Frances van rebre petits llegats en el testament de la germana del seu pare, Catherine Lanier Farrant, escrits el 24 d'agost de 1659 (TNA / PCC PROB / 11 / 305). Això implica que John Lanier ja havia marxat de casa, possiblement amb l'emigració als Estats Units, mentre Robert encara era a Anglaterra, si no a Greenwich.